# Kärrdalen
Kärrdalen är ett primärområde i stadsområde Hisingen i Göteborgs kommun. 
Kärrdalen, som helt domineras av småhus, ligger i anslutning till Hisingsparken. Skolan i området heter Kärrdalsskolan.

## Nyckeltal

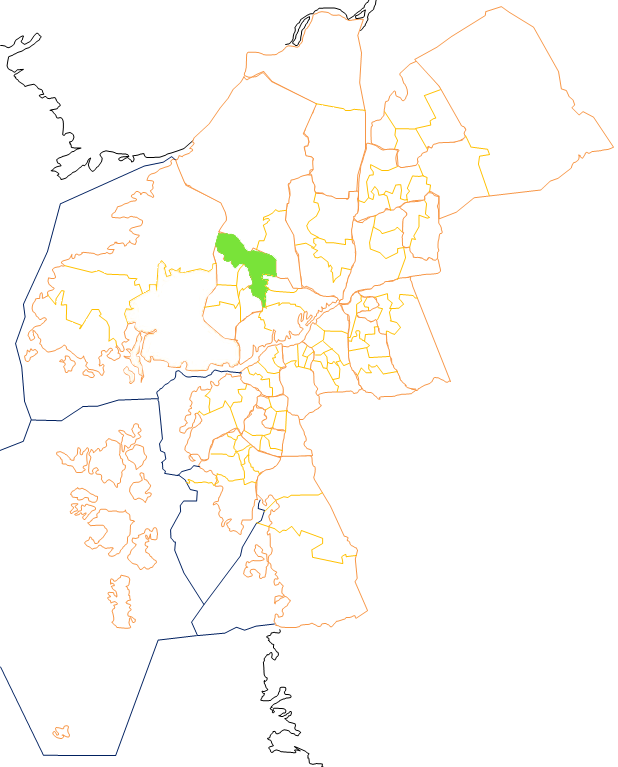
Kärrdalen

Nyckeltalen redovisar statistik som beskriver Göteborg och dess 96 delområden, primärområden, per den 31 december och kan användas för att jämföra de olika områdena. Nedan redovisas uppgifter för primärområdet och jämförelse görs mot uppgifterna för hela kommunen.
|                                                           | Kärrdalen  | Hela Göteborg |
| --------------------------------------------------------- | ---------- | ------------- |
| Folkmängd                                                 | 5 270      | 587 549       |
| Befolkningsförändring 2020–2021                           | -47        | +4 493        |
| Andel födda i utlandet                                    | 21,2 %     | 28,3 %        |
| Andel utrikes födda eller med två utrikes födda föräldrar | 29,8 %     | 38,1 %        |
| Medelinkomst                                              | 388 800 kr | 332 400 kr    |
| Arbetslöshet                                              | 3,1 %      | 6,6 %         |
| Antal ersatta dagar från F-kassan per person (16-64 år)   | 17,4       | 19,5          |
| Andel med eftergymnasial utbildning (minst 3 år)          | 41,2 %     | 37,9 %        |
| Andel bostäder byggda 1941–1950                           | 26,5 %     |               |
| Andel bostäder i allmännyttan                             | 0,0 %      | 25,9 %        |
| Antal färdigställda bostäder 2021                         | 2          |               |
| Andel bostäder i småhus                                   | 96,2 %     | 18,3 %        |

## Stadsområdes- och stadsdelsnämndstillhörighet
Primärområdet tillhörde fram till årsskiftet 2020/2021 stadsdelsnämndsområdet Lundby och ingår sedan den 1 januari 2021 i stadsområde Hisingen.